# Taken by a stranger
«Taken by a stranger» (Tomada por un extraño, en Español) es una canción de la cantante alemana Lena Meyer-Landrut que representó a Alemania en el Festival de la Canción de Eurovisión 2011. La final del concurso se celebró en la ciudad de Düsseldorf, tras la victoria de Lena Meyer en la edición del año anterior en Oslo (Noruega), con la canción Satellite. En esta ocasión, Lena Meyer con la canción Taken by a stranger obtuvo la décima posición con 107 puntos.

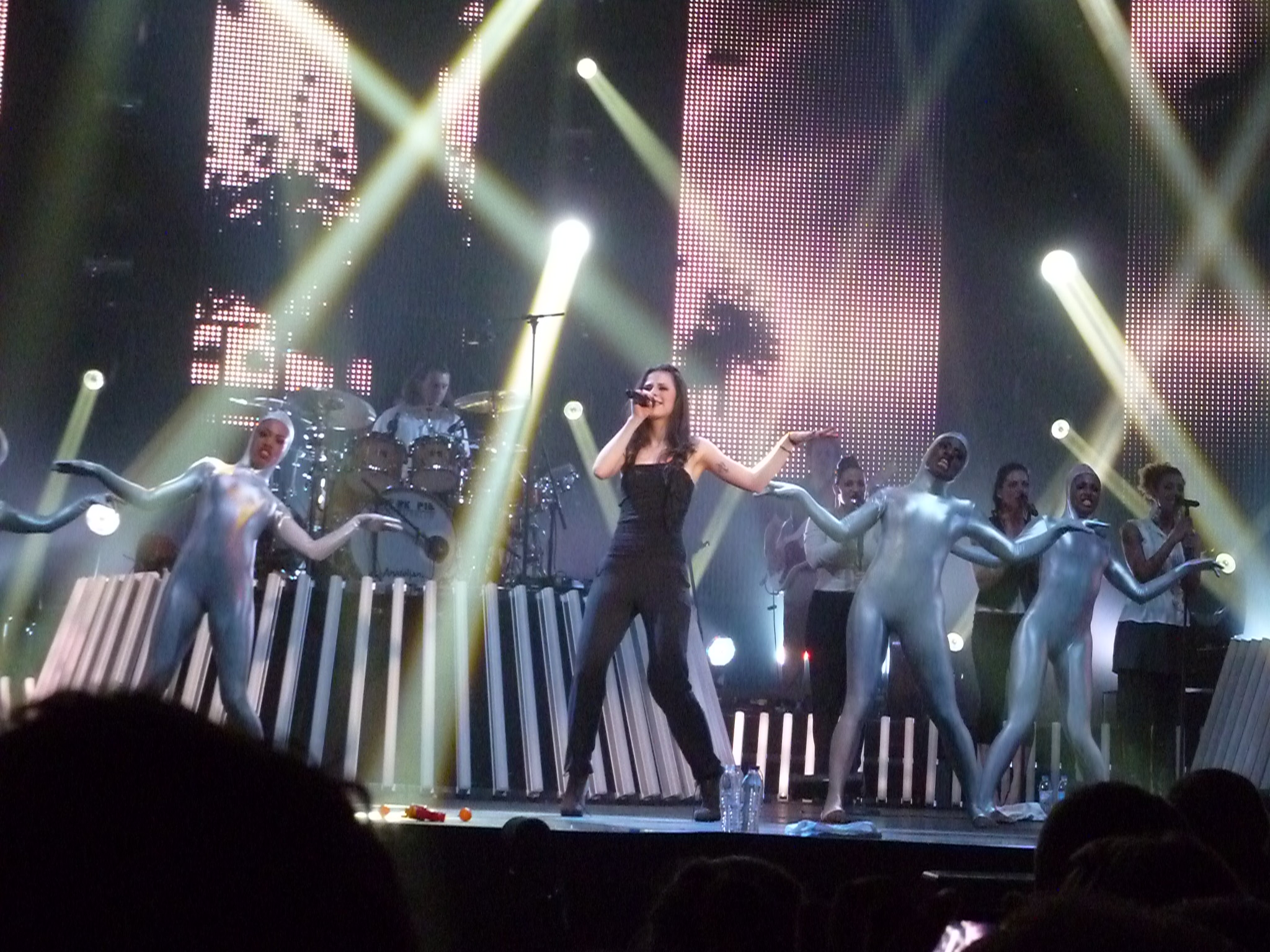
Lena Meyer-Landrut, interpretando Taken by a Stranger.

La canción fue escrita por Gus Seyffert, Nicole Morier y Monica Birkenes, y producida por Reinhard Schaub y Stefan Raab, mentor de Lena; y fue elegida en la final de Unser Song für Deutschland (Nuestra canción para Alemania), la selección nacional cuya misión era seleccionar la canción de entre las doce que fueron preseleccionadas.
Fue lanzada a la venta a través de descarga digital tras el concurso, llegando a posicionarse entre los diez más vendidos en iTunes Store en el país germano.
Alcanzó el puesto N.º 2 en la lista oficial de ventas de Alemania (Germany Top 100 Singles).

## Producción y elección de la canción
"Taken by a Stranger" ha sido descrita como una canción electropop. Fue escrita por el estadounidense Gus Seyffert y fue compuesta por Nicole Morier y la compositora noruega Monica Birkenes. Seyffert ha dicho que la canción fue creada cuando interpretó algunas de sus ideas para Nicole Morier en la guitarra. Ambos trabajaron en una estructura básica y las letras por unos días, antes de enviarlo a Monica Birkenes en Londres. La producción final, luego la tomó Seyffert varias semanas. Ha comentado letra de la canción: "Nos decidimos por una historia de un extraño, que parece un poco amenazante, o para quien el cantante podría convertirse en una amenaza- Creo que es hora de expresar una fantasía de estar junto a un extraño".
La canción era una de las aproximadamente 500 canciones presentadas para su representación por "Unser Song für Deutschland" ("Nuestra canción para Alemania"), el programa de televisión creado para encontrar la canción de Lena Meyer-Landrut por su defensa del título de Alemania en el Festival de Eurovisión 2011. Fue seleccionado por Meyer-Landrut y Stefan Raab como una de las doce canciones de Eurovisión potenciales. En la final de "Unser Song für Deutschland" se ganó a la balada "Push Forward" con el 79% del televoto.
La versión final de la canción fue producida por Reinhard Schaub y Stefan Raab.

## Lanzamiento
"Taken by a Stranger" fue lanzado para su descarga digital el 18 de febrero de 2011, en la noche después de la final de "Unser Song für Deutschland". El maxisencillo, que también incluye la canción "That Again" del álbum "Good News" de Meyer-Landrut, fue lanzado el 22 de febrero de 2011. La canción fue publicada por el sello discográfico USFO, una cooperación entre Universal Music Germany y Raab TV / Brainpool, creado un año antes.
La canción alcanzó el número 2 en la lista Media Control Charts, y alcanzó el número 32 en Austria y el número 45 en Suiza. "Taken by a Stranger" está incluido en el segundo álbum de Meyer-Landrut, "Good News", que fue lanzado el 8 de febrero de 2011. La canción también se lanzó en Australia, Japón y Estados Unidos.

## Vídeo musical
El vídeo musical de "Taken by a Stranger", dirigido por Wolf Gresenz, fue filmado en Berlín. Está situado en un hotel y describe a Meyer-Landrut dando vueltas, mirando los reflejos de sí misma en los espejos. El video captura la atmósfera misteriosa de la canción a través de la iluminación oscura y el uso de efectos especiales, tales como reflexiones falsas de ella. Durante la segunda mitad del video, Meyer-Landrut también se ve en una sala llena de espejos de plata bailando junto a varios vestidos extranjeros como bailarines. El video termina con Meyer-Landrut saltando en un espejo, que se rompe y desaparece.
El 24 de febrero de 2011, el video se estrenó en la cadena de televisión Das Erste justo antes de "Lo más visto de Alemania" en el boletín de la noche del Tagesschau. Ese día también se hizo disponible en el sitio web oficial de Meyer-Landrut. Dos versiones del video están disponibles, el corte original que fue transmitido por Das Erste, y una nueva versión liberada una semana más tarde. El corte más reciente echa de menos algunas de las escenas con los bailarines adicionales, mientras que la escena CGI de romper el espejo al final se ha mejorado.

## Festival de la Canción de Eurovisión
"Taken by a Stranger" fue la entrada de Alemania para el Festival de la Canción de Eurovisión 2011. Al representar un "big five", además de haber ganado el certamen el año anterior, se clasificaron automáticamente para la final del 14 de mayo de 2011. Alemania se vio envuelta en la posición 16 de los 25 puntos disponibles durante el sorteo de orden de marcha. La canción terminó en la posición número 10 con 107 puntos.

## Lista de canciones
Descarga digital

| Digital download |                                        |          |  |
| N.º              | Título                                 | Duración |  |
| 1.               | «Taken by a Stranger» (Single Version) | 3:23     |  |
| 2.               | «Taken by a Stranger» (Live)           | 3:24     |  |

| CD single |                                        |                                              |                              |          |  |
| N.º       | Título                                 | Escritor(es)                                 | Productor(es)                | Duración |  |
| 1.        | «Taken by a Stranger» (Single Version) | Gus Seyffert, Nicole Morier, Monica Birkenes | Stefan Raab, Reinhard Schaub | 3:23     |  |
| 2.        | «That Again» (Album Version)           | Stefan Raab                                  | Stefan Raab                  | 3:03     |  |

## Créditos y personal
- Voz – Lena Meyer-Landrut
- Productors – Stefan Raab, Reinhard Schaub
- Letra – Gus Seyffert, Nicole Morier, Monica Birkenes
- Discográfica: Universal Music Germany, USFO

## Posicionamiento
| Listas (2011)                               | Posición |
| ------------------------------------------- | -------- |
| Austria (Ö3 Austria Top 40)                 | 18       |
| Bélgica (Flandes) (Ultratip Bubbling Under) | 24       |
| Bélgica (Valonia) (Ultratip Bubbling Under) | 39       |
| Alemania (Media Control AG)                 | 2        |
| Irlanda (IRMA)                              | 50       |
| Países Bajos (Mega Single Top 100)          | 92       |
| Suiza (Schweizer Hitparade)                 | 29       |
| Reino Unido (UK Singles Chart)              | 117      |

### Listas de fin de año
| Listas (2011)        | Posición |
| -------------------- | -------- |
| German Singles Chart | 69       |

## Historial de ediciones
| Región         | Dato                  | Discográfica    | Formato              |
| -------------- | --------------------- | --------------- | -------------------- |
| Alemania       | 22 de febrero de 2011 | Universal Music | Descarga digital, CD |
| Reino Unido    | 28 de febrero de 2011 | Island Records  | Descarga digital     |
| Europa         | 15 de mayo de 2011    | Island Records  | Descarga digital     |
| Australia      | 15 de mayo de 2011    | Island Records  | Descarga digital     |
| Japón          | 15 de mayo de 2011    | Island Records  | Descarga digital     |
| Estados Unidos | 15 de mayo de 2011    | Island Records  | Descarga digital     |